# Rudolf fon Laban
Rudolf fon Laban, takođe poznat kao Rudolf Laban (mađ. Rezső Lábán de Váraljas, Lábán Rezső, Lábán Rudolf; 15. decembar 1879 – 1. jul 1958), bio je austrougarski, nemački i britanski plesni umetnik, koreograf i teoretičar. On se smatra jednim od pionira modernog plesa u Evropi, kao i „osnivač ekspresionističkog plesa” u Nemačkoj. Njegov rad je postavio temelje za Labanovu analizu pokreta, labanotaciju (kinetografija Laban), druge specifičnije razvoje u plesnoj notaciji i evoluciji mnogih sorti Labanove analize pokreta. On se smatra jednom od najvažnijih ličnosti u istoriji plesa.
On je inicirao jedan od glavnih pristupa plesnoj terapiji. Njegov rad na pozorišnom pokretu takođe je bio uticajan. Pokušao je da primeni svoje ideje na nekoliko drugih oblasti, uključujući arhitekturu, obrazovanje, industriju i menadžment.

## Život i rad
Rudolf Laban je rođen je 1879. godine u Posonu (sada Bratislava) u Kraljevini Mađarskoj u Austrougarskom carstvu u aristokratskoj porodici. Porodica njegovog oca poticala je iz francuskog plemstva (De La Ban, od francuskog krstaša koji se zadržao u Ugarskoj kraljevini u 13. veku) i mađarskog plemstva, a porodica njegove majke bila je iz Francuske. Otac mu je bio feldmaršal Austrougarske imperije i gubernator provincija Bosne i Hercegovine. Detinjstvo je proveo u dvorskim krugovima Beča i Bratislave, kao i u Bosni i Hercegovini, u gradovima Sarajevo i Mostar.
Godine 1911. Laban je iznajmio prostoriju u zaleđinskoj zgradi u minhenskoj Theresienstraße, koju je postavio kao improvizovani studio za pokrete. Laban nije mogao da živi od svoje škole; morao je da nastavi da radi kao komercijalni umetnik i karikaturista. Prezaposlen do iznemoglosti, Laban je 1912. kolapsirao i otišao na lečenje u Lahmanovom sanatorijumu kod Drezdena, gde su pacijenti zbrinuti prema principima životne reforme (Lebensreform). U ovoj ustanovi prirodnog lečenja Laban je upoznao i zaljubio se u Suzan Perote, koja je takođe tamo bila pacijent. U godinama koje su usledile, između Perote, Labana i njegove žene razvio se uglavnom harmoničan trougoni odnos.
Perot je trebalo da postane Labanov najvažniji saradnik (zajedno sa Meri Vigman i Katjom Vulf), ljubavnica i majka njegovog deteta Alara Perotea (kasnije Andre Perote fon Laban) u Askoni i Cirihu. Tokom Prvog svetskog rata, Laban je stvorio školu u prirodnoj isceliteljskoj koloniji Monte Verita u švajcarskom kantonu Tičino, u opštini Askona, koja je ubrzo privukla mnoge sledbenike nove plesne umetnosti. Ovde je Laban vodio svoje čuvene letnje kurseve plesa od 1913. do 1919. Ovde su učenici takođe nastojali da žive u skladu sa prirodom uzgajajući sopstvenu hranu, vegetarijanstvom, tkanjem sukna i izradom sopstvene odeće u reformskom stilu, i ples u priroda na otvorenom često goli eksperimentišući sa dinamičnim improvizacijama. Ovde je Laban doživeo svoj intelektualni i umetnički proboj, slaveći „nove ljude“, „četvoro ljudi“, „Anarhos“ i „Orgijastos“ u ekspresionističkim plesnim dramama.

### Laban pod nacionalsocijalizmom
Laban je režirao velike festivale igre pod finansijskom podrškom ministarstva propagande Jozefa Gebelsa od 1934. do 1936. godine. Laban je u to vreme čak napisao da „želimo da svoja sredstva izražavanja i artikulaciju u našoj moći posvetimo služenju velikih zadataka našeg Volk (Naroda). Sa nepokolebljivom jasnoćom naš firer pokazuje put“. Godine 1936, Laban je postao predsednik udruženja „Nemačke radionice za igru“ i primao platu od 1250 ℛℳ mesečno, ali ga je čir na dvanaestopalačnom crevu u avgustu te godine vezao za krevet na dva meseca, što ga je na kraju navelo da traži da smanji svoje odgovornosti na konsultantske usluge.. Ovo je prihvaćeno i njegova plata je smanjena na 500 ℛℳ, a Labanov posao je trajao sve do marta 1937. kada mu je prestao ugovor.
Nekoliko navoda o Labanovoj privrženosti nacističkoj ideologiji je izneto, na primer, već u julu 1933. Laban je uklanjao sve učenike označene kao nearijevske sa kursa za decu koji je vodio kao direktor baleta. Međutim, neki naučnici Labana su istakli da su takve akcije bile neophodne za opstanak u nacističkoj Nemačkoj u to vreme i da je njegov položaj bio nesiguran, jer nije bio ni nemački državljanin, ni član nacističke partije. U stvari, preuzimanje vlasti od strane nacionalsocijalista 1933. imalo je neposredan efekat na Labanov rad kroz novi zakon koji je usvojen protiv rasne prenatrpanosti u nemačkim školama i univerzitetima od 25. aprila 1933. (Gesetz gegen die Überfüllung deutscher Schulen und Hochschulen). Labana je tako obavezao ovaj novi zakon o proveri učenika sa rasnim karakteristikama „nearijevskog” porekla. Njegov rad pod nacističkim režimom kulminirao je 1936. Gebelovom zabranom Vom Tauwind und der Neuen Freude (O prolećnom vetru i novoj radosti), koreografiji namenjenoj Letnjim olimpijskim igrama 1936. u Berlinu, jer nije unapredila nacistički plan.

## Radovi i publikacije
- (Undated). Harmonie Lehre Der Bewegung (German). (Handwritten copy by Sylvia Bodmer of a book by Rudolf Laban) London: Laban Collection S. B. 48.
- (1920). Die Welt des Taenzers [The world of Dancers] (German). Stuttgart: Walter Seifert. (3rd edition, 1926)
- (1926). Choreographie: Erstes Heft (German). Jena: Eugen Diederichs.
- (1926). Gymnastik und Tanz (German). Oldenburg: Stalling.
- (1926). Des Kindes Gymnastik und Tanz (German). Oldenburg: Stalling.
- (1928). Schriftanz: Methodik, Orthographie, Erlaeuterungen (German). Vienna: Universal Edition.
- (1929). "Das Choreographische Institut Laban" in Monographien der Ausbildungen fuer Tanz und Taenzerische Koeperbildung (German). Edited by Liesel Freund. Berlin-Charlottenburg: L. Alterthum.
- (1947). with F. C. Lawrence. Effort: Economy of Human Movement London: MacDonald and Evans. (4th reprint 1967)
- (1948). Modern Educational Dance. London: MacDonald and Evans. (2nd Edition 1963, revised by Lisa Ullmann)
- (1948). "President’s address at the annual general meeting of the Laban art of movement guild". Laban Art of Movement Guild News Sheet. 1 (April): 5-8.
- (1950). The Mastery of Movement on the Stage. London: MacDonald and Evans.
- (1951). "What has led you to study movement? Answered by R. Laban". Laban Art of Movement Guild News Sheet. 7 (Sept.): 8-11.
- (1952). "The art of movement in the school". Laban Art of Movement Guild News Sheet. 8 (March): 10-16.
- (1956). Laban’s Principles of Dance and Movement Notation. London: MacDonald and Evans. (2nd edition 1975, annotated and edited by Roderyk Lange)
- (1960). The Mastery of Movement. (2nd Edition of The Mastery of Movement on the Stage), revised and enlarged by Lisa Ullmann. London: MacDonald and Evans. (3rd Edition, 1971. London: MacDonald and Evans) (1st American Edition, 1971. Boston: Plays) (4th Edition, 1980. Plymouth, UK: Northcote House)
- (1966). Choreutics. Annotated and edited by Lisa Ullmann. London: MacDonald and Evans.
- (1974). The Language of Movement; A Guide Book to Choreutics. Annotated and edited by Lisa Ullmann. Boston: Plays. (American publication of Choreutics)
- (1975). A Life For Dance; Reminiscencs. Translated and annotated by Lisa Ullmann. London: MacDonald & Evans. (Original German published 1935.)
- (1984). A Vision of Dynamic Space. Compiled by Lisa Ullmann. London: The Falmer Press.

## Spoljašnje veze
- Rudolf fon Laban (бесплатне песме за субјекат) на сајту IMSLP (језик: енглески)